# Place du Marché-au-Poisson (Douai)
Pour les articles homonymes, voir Place du Marché-au-Poisson.
La place du Marché-au-Poisson est située à Douai, dans le département du Nord.

## Description
Sur cette place, située au bord de la Scarpe, se trouvait autrefois une petite halle en bois qui servait à vendre le poisson de mer. La négociation se faisait avec des enchères décroissantes : les acheteurs cherchaient à faire diminuer les prix. Une poissonnerie est encore présente sur la place.
Ce lieu comporte une importante concentration de monuments historiques, puisque la place elle-même est inscrite ainsi que quatorze des maisons qui la bordent, les numéros 9, 10, 16, 21-27, 24, 30, 31, 36, 39, 42, 47, 51, 72. Leurs façades sont remarquables par leur étroitesse : en effet, à l'époque de leur construction, un impôt auquel étaient soumis les propriétaires était proportionnel à la longueur de la façade.
La place fut reconstruite après les deux sièges de 1710 et 1712, lors de la guerre de succession d'Espagne, en alignant les maisons et en utilisant les matériaux locaux : grès, brique et tuiles. La face arrière d'une partie des maisons surplombe la Scarpe et comporte des portes permettant un accès par la rivière.

## Galerie d'images

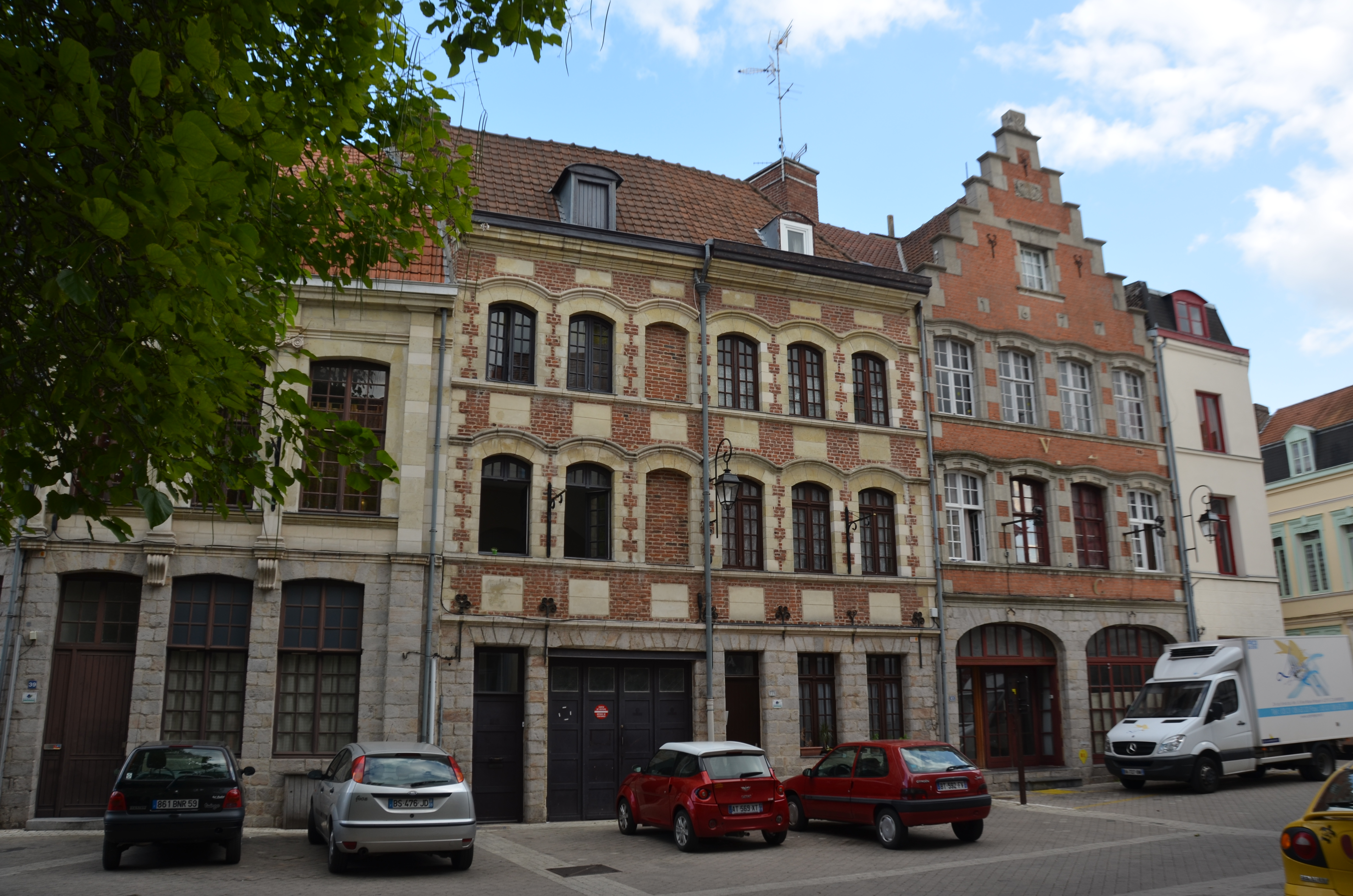
Les n°39, 47, 51, 61
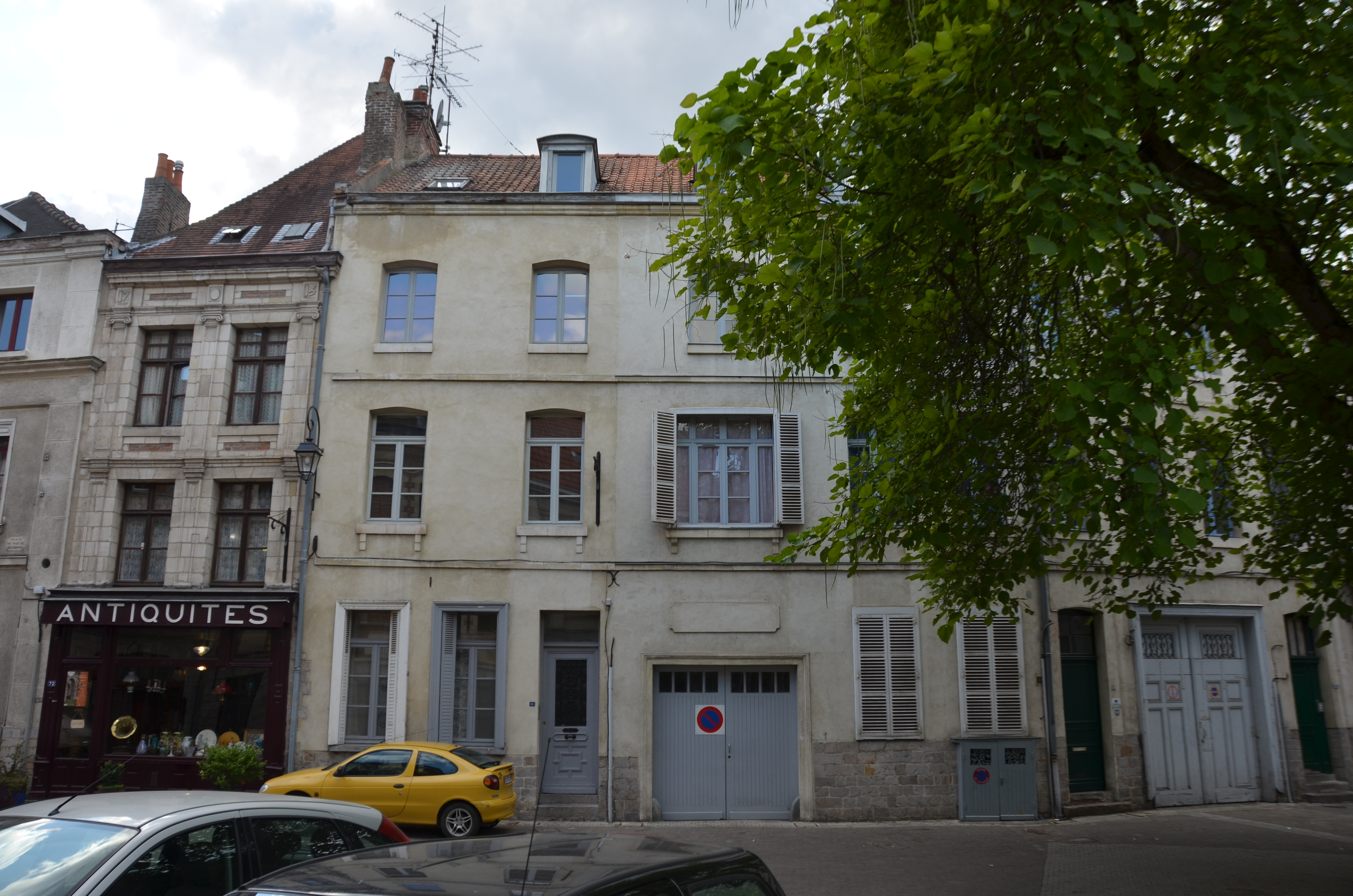
Les n°72, 64, 60, 54
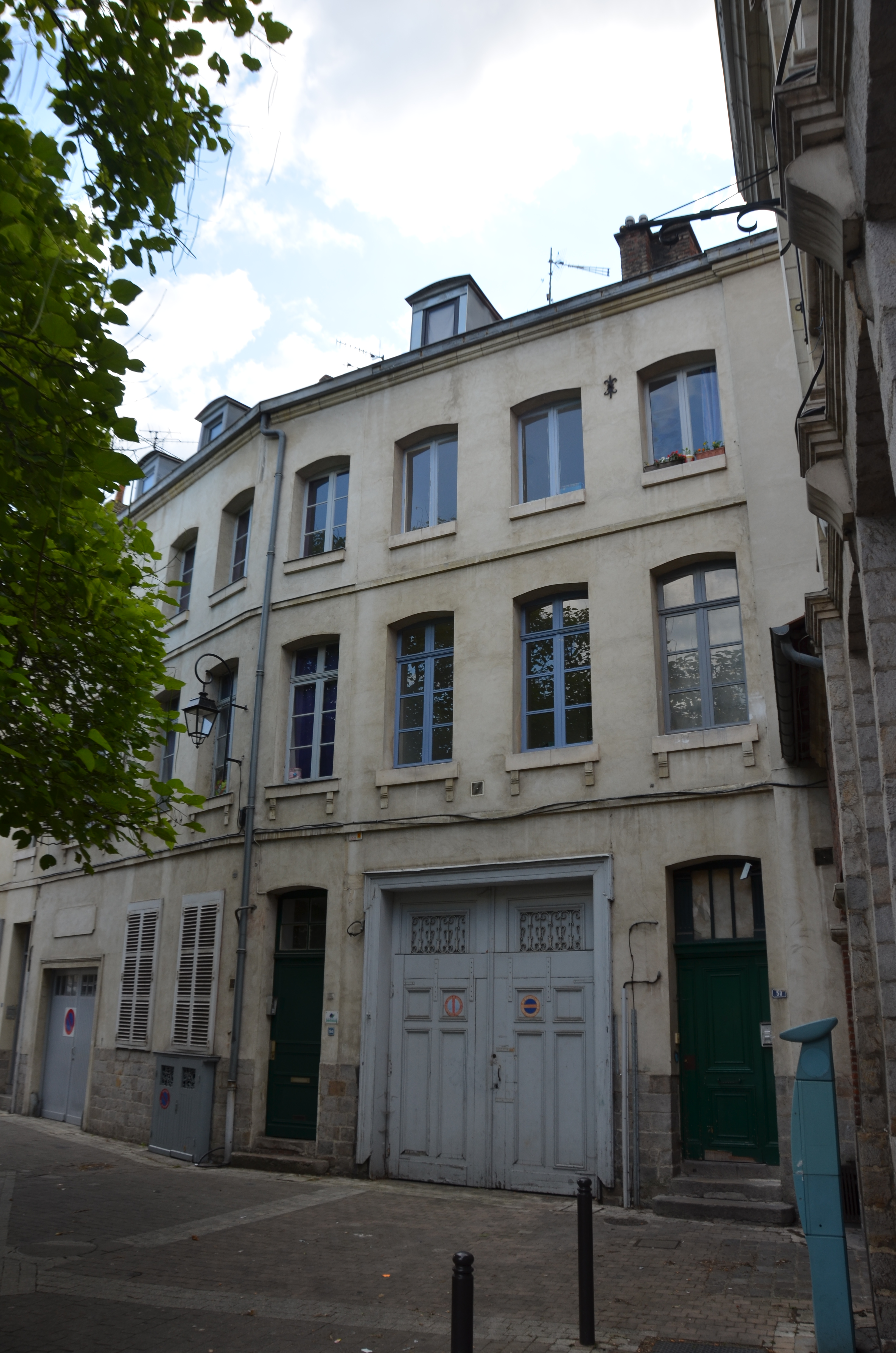
Les n°50, 54 et 60
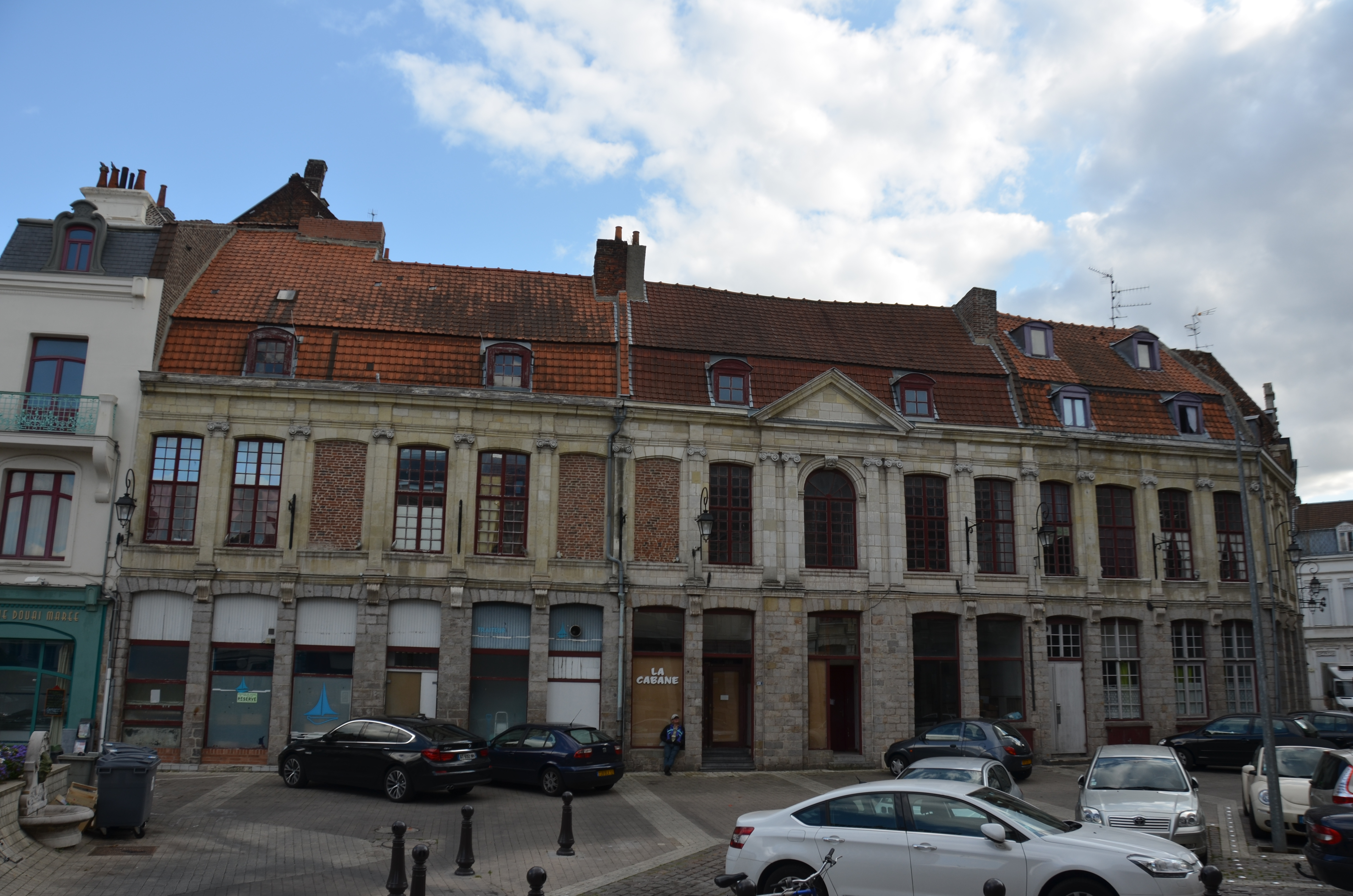
Les n°9, 21, 27 et 31
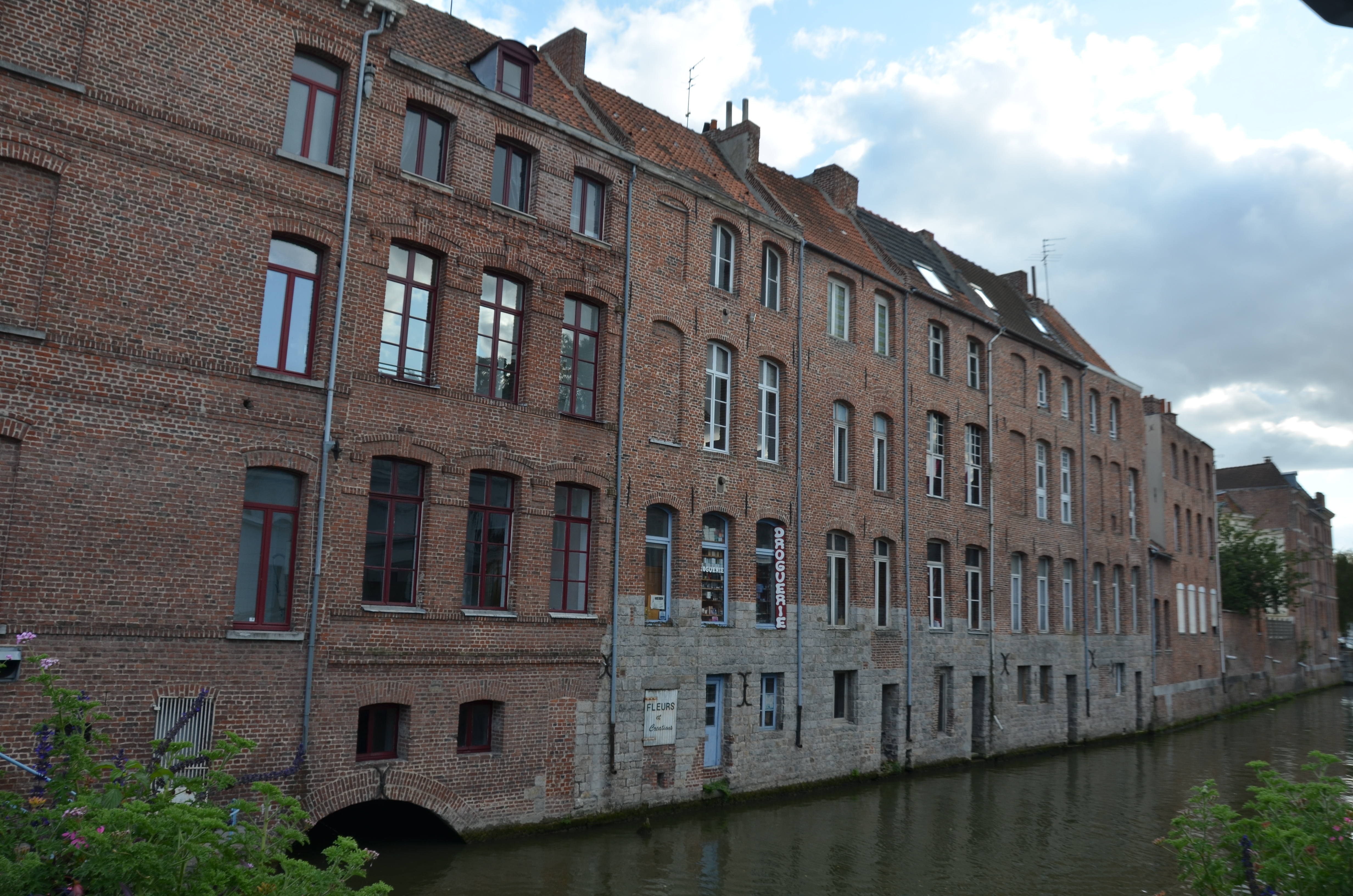
Côté Scarpe